# Данијела Вајс
Данијела Вајс (енгл. Daniella Weiss, хебр. דניאלה וייס) је израелска крајње десничарска ортодоксна ционисткиња, оснивачица Нахале, израелске организације за насељавање, и бивша градоначелница Кедумима, који је, као и сва израелска насеља са Западне обале, илегалан према међународном праву. Први пут је изабрана за градоначелницу Кедумима у септембру 1996. године, а поново је изабрана на други мандат од новембра 2001. до 2007. године. Вајсова организација, Нахала, била је умешана у најмање једно убиство. Канада ју је санкционисала у јуну 2024. године због насиља над цивилима на Западној обали, а Уједињено Краљевство у мају 2025. године.

## Почеци
Данијела Вајс је рођена у Бнеј Браку, у Мандатној Палестини, 1945. године. Њен отац је био из Сједињених Држава, а мајка је рођена у Пољској од пољских Јевреја и одрасла је у Мандатној Палестини од своје прве године живота. Обоје јеврејски имигранти, били су чланови Лехија, ционистичке паравојне организације, и учествовале су у прикривеним, тајним активностима. Похађала је верску средњу школу у Рамат Гану и студирала је у оквиру програма Атуда. Студирала је енглеску књижевност и филозофију на Универзитету Бар-Илан.

## Каријера
Од 1970-их, Вајс је била значајна личност у покрету за насељавање Гуш Емуним, активна у оснивању многих нових насеља на Западној обали.
Вајс је постала генерални секретар Гуш Емунима. У мају 1987. године, након што је Офра Мозес, јеврејска досељеница, убијена у палестинском нападу запаљивом бомбом, Вајс је предводила групу осветника у пуцњави и бацању камења кроз палестински град Калкилија. Осуђена је на новчану казну од 2.500 шекела и условну казну од шест месеци.
Вајс је била градоначелница Кедумима између 1996. и 2007. године. Године 2010. основала је Покрет за насељавање Начала, који има за циљ оснивање нових илегалних израелских насеља на Западној обали. Она је његова директорка.
Почетком 2023. године, Вајс је апеловао на премијера Бенџамина Нетањахуа да не зауставља програм реформе правосуђа као одговор на протесте, тврдећи да Врховни суд Израела покушава да искорени национални и јеврејски елемент Израела и да га треба зауставити.
У новембру 2024. године, током израелске инвазије на Појас Газе, војници ИДФ-а су дозволили Вајс да истражи потенцијална места за насељавање у северној Гази, укључујући Нецарим, што је било супротно наредбама којима се забрањује улазак цивила и захтева евидентирање улазака. Вајс је изјавила да је организовала стотине досељеника спремних за непосредни улазак, што је властима отежало њихово протеривање. Након извештаја КАН Њуза, ИДФ је објавио да истражује инцидент.
У марту 2025. године, Вајс је номинована за Нобелову награду за мир 2025. године, коју су предложили израелски професори Амос Азарија и Шалом Садик са Универзитета Ариел и Универзитета Бен-Гурион. Они су изјавили да је допринела „деценијским напорима у јачању јеврејских заједница и промоцији регионалне стабилности“. Ова номинација је изазвала широку осуду корисника друштвених медија.

## Погледи
Вајс се изјаснила против тврдње рабина да жена не може да се кандидује за секретара Јишува јер би мешавина мушкараца и жена била неприкладна, већ да би уместо тога требало да утиче на промене преко својих мужева. Вајс је истакла како је раније било жена јеврејских пророка и оних које су заузимале значајне положаје у јеврејској историји.
Вајс одбацује политику цена, рекавши да је она одвратила досељенике од онога што је сматрала њиховим најважнијим задатком, постављања додатних каравана и шатора како би полагали право на све више врхова брда у Шомрону“ (Западној обали). Она је изјавила да је једина акција са „ценом“ која јој је прихватљива успостављање новог упоришта као одговор на свако упориште које су срушиле израелске власти.
У интервјуу за „Њујоркер“ из новембра 2023. године, месец дана након напада 7. октобра, Вајс је рекла да су Арапи „изгубили право гласа за Кнесет. Никада неће добити право на то“, а када је упитана како се осећа поводом смрти палестинске деце усред рата у Гази, одговорила је да су „моја деца су важнија од деце непријатеља, тачка“. Вајс је дала изјаву о томе шта покреће израелски притисак да се населе палестинске земље: „У Израелу постоји велика подршка за насеља и зато толико година постоје десничарске владе. Свет, посебно Сједињене Државе, мисли да постоји опција за палестинску државу и, ако наставимо да градимо заједнице, онда блокирамо опцију за палестинску државу. Желимо да затворимо опцију за палестинску државу, а свет жели да остави опцију отвореном. То је веома једноставна ствар за разумевање.“
Поновила је своја уверења у интервјуу за CNN из 2024. године, наводећи да верује да неће бити „Ниједног Арапина, говорим о више од два милиона Арапа. Они неће остати тамо... Ми Јевреји ћемо бити у Гази.“ Када је упитана да ли јој то звучи као етничко чишћење, Вајс је одговорила: „Арапи желе да униште државу Израел како бисте их могли назвати чудовиштима. Можете их назвати чишћењем Јевреја. Ми не радимо ништа њима, они раде нама.“ Такође је за Фајненшел тајмс рекла: „Сви Арапи ће изаћи из Газе и Газа ће бити јеврејско подручје. Нека иду у Африку, Турску или Шкотску. Када не буду тако згуснути на једном месту, можда ће бити бољи.“

## Правна питања
У јануару 1989. године, након убиства таксисте на раскрсници Јакир на Западној обали, раскрсница је проглашена затвореном војном зоном како би се спречили активисти да протестују. Вајс и други су прекршили наредбу и ушли у то подручје да протестују. Она је осуђена у децембру 1993. године за улазак у затворено војно подручје и кажњена новчано као део споразума о признању кривице.
У јуну 2007. године, Вајс је оптужена за ометање полицајца у вршењу дужности и напад на полицајца. Осуђена је на 5 месеци условне казне.
Дана 3. октобра 2008. године, ухапшена је и оптужена за напад на полицајца, ометање полицијске истраге и ометање полицајца у вршењу његове дужности. Пуштена је из кућног притвора до суђења 6. октобра 2008. године.
У децембру 2008. године, Вајс је ухапшен у Хеброну заједно са још око 11 активиста од стране полиције због сумње да ће марширати ка Појасу Газе и претходном насељу Гуш Катиф. Суд је наредио да Вајс и остали буду пуштени на слободу, тврдећи да хапшења показују долазак мрачних дана у Израелу.
У мају 2009. године, израелска полиција је пратила возило у којем су се потенцијално налазили пироманти и пронашла га напуштено испред Вајсове куће. Вајс је изашла и почела више пута да додирује возило, а легла је испод другог паркираног аутомобила када су полицајци покушали да је ухапсе због ометања. Када је извучена испод возила, почела је да шутира и удара полицајца, што је довело до хапшења Вајс због напада на полицајца и ометања истраге. Осуђена је на два дана кућног притвора.
У јуну 2024. године, Канада је увела санкције Вајсу и покрету Амана „због њихове улоге у олакшавању, подржавању или финансијском доприносу актима насиља... против палестинских цивила и њихове имовине“.
У мају 2025. године, Уједињено Краљевство је увело санкције Вајсу, као и покрету Начала, због учешћа у „претњама, извршавању, промовисању и подржавању агресије и насиља против палестинских појединаца“.

## Лични живот
Вајс је удата за Амнона Вајса. Она и њен муж имају две ћерке. Године 2002, муж и тазбина једне од Вајсиних ћерки били су међу убијенима током напада у насељу Елон Морех на Западној обали. Вајсина ћерка и унуче су преживеле напад сакривши се испод стола и побегавши из куће.
Вајс и њен муж поседују велику количину некретнина у Тел Авиву и на Западној обали, као што су зграда на Тргу Медина и фабрика за производњу златног накита. Године 2010, објављено је да ће зграда у њеном власништву у улици Бјалик у Тел Авиву бити срушена, што је изазвало спор око очувања зграда у том подручју. Она живи у Кедумиму.